# 竹田站 (兵庫縣)

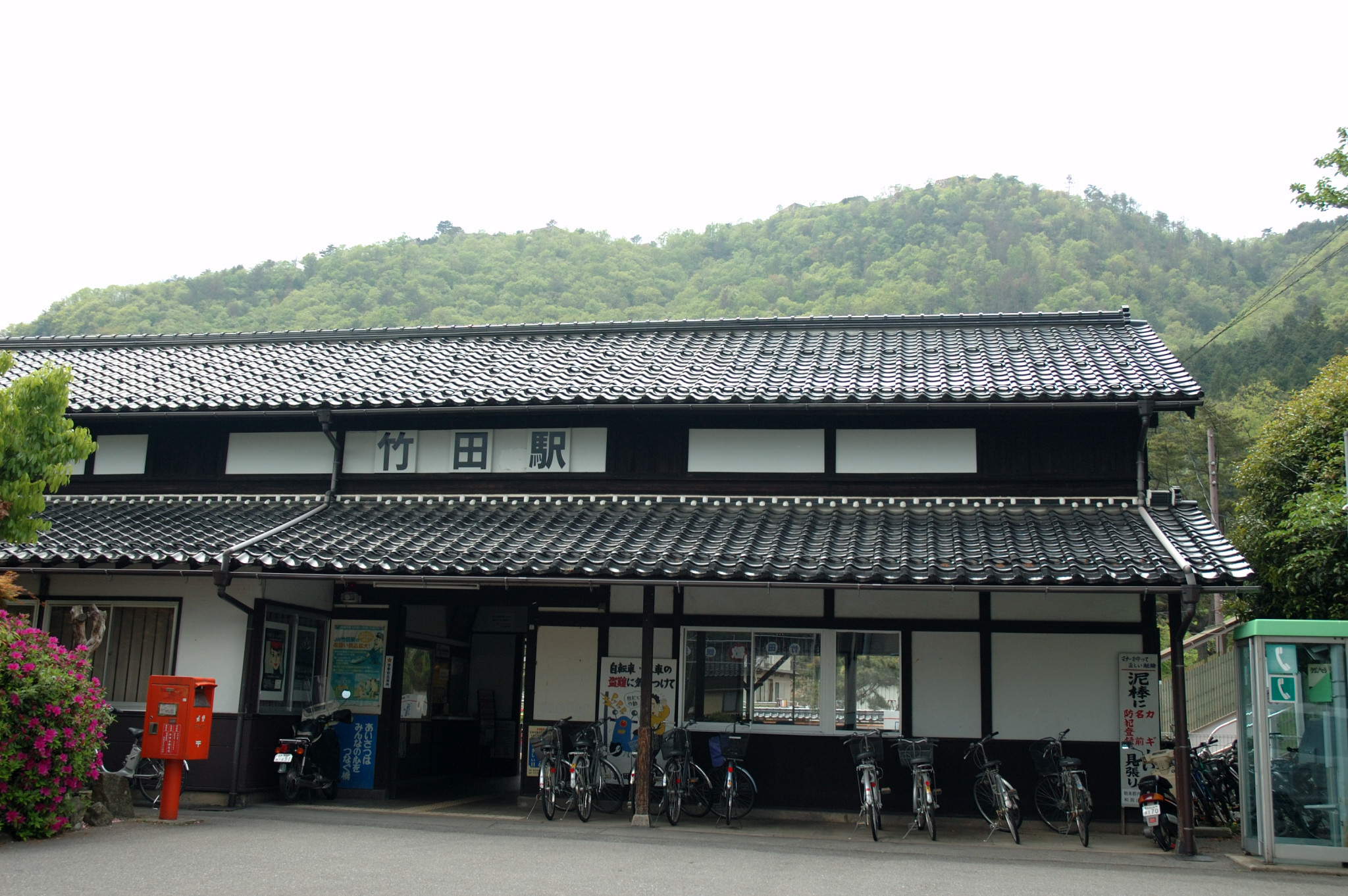
竹田站和竹田城

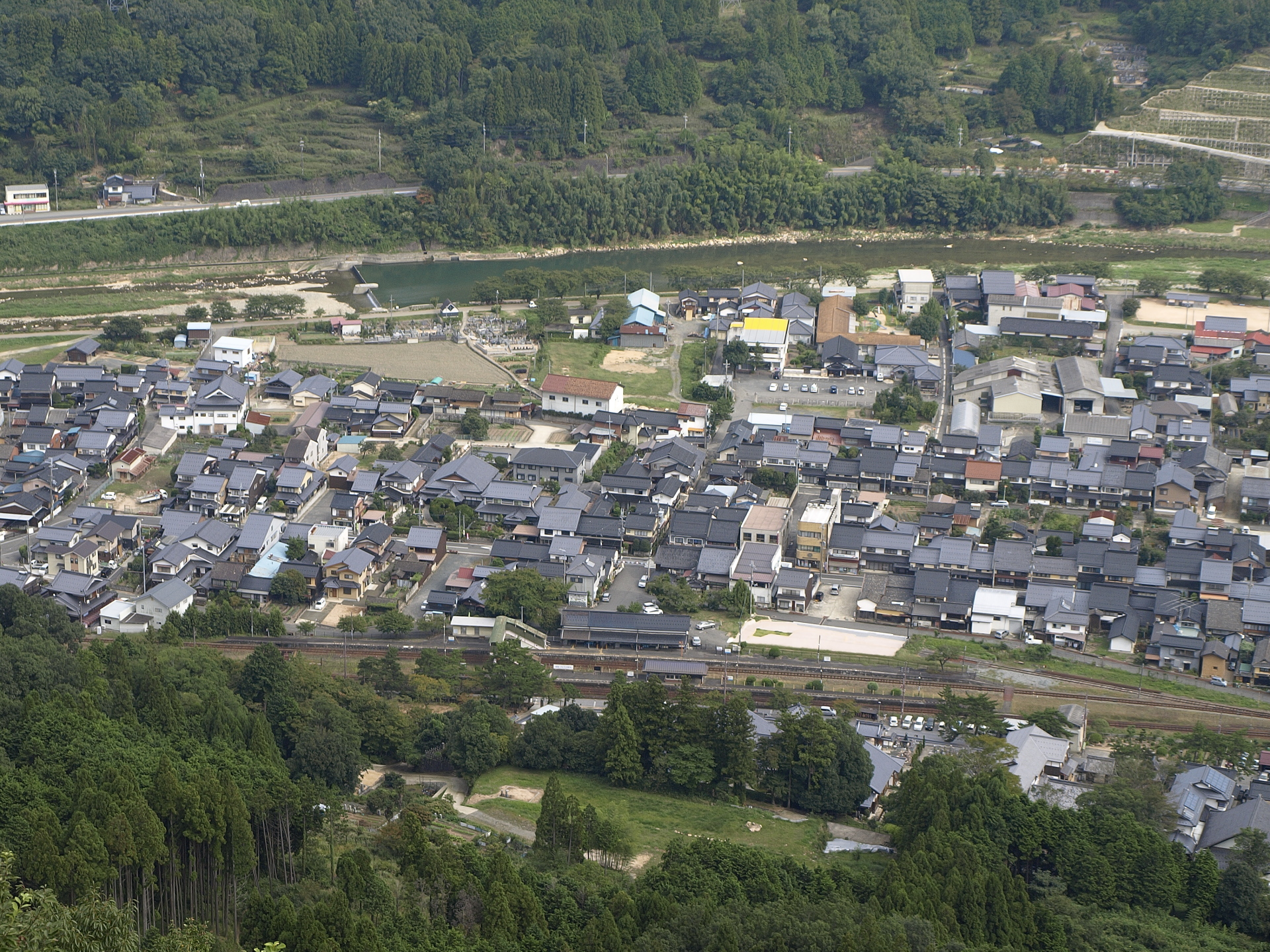
竹田城望向車站

竹田站（日语：／ Takeda eki */?）是位於兵庫縣朝來市和田山町竹田字中町西側241番，西日本旅客鐵道（JR西日本）的播但線車站。
特急「濱風」1號和4號全年停站。在竹田城遺址開山時期，3號和6號會臨時停站。另外，臨時列車「天空之城 竹田城蹟號」也會停站。

## 歷史
- 1906年（明治39年）
  - 4月1日 - 山陽鐵道 新井站至和田山站之間開業，此站啟用[1]。開始提供旅客和貨運服務。
    - 當時車站地址為兵庫縣朝來郡竹田村（日语：竹田町 (兵庫県)）竹田字中町西側。

  - 12月1日 - 根據鐵道國有法（日语：鉄道国有法），山陽鐵道被國有化，成為官設鐵道車站。
- 1909年（明治42年）10月12日 - 制定路線名稱，此站成為播但線車站。
- 1927年（昭和2年）1月1日 - 隨著實施町制，竹田村改名為竹田町（日语：竹田町 (兵庫県)），車站地址變為兵庫縣朝來郡竹田町竹田字中町西側。
- 1956年（昭和31年）9月30日 - 隨著和田山町（日语：和田山町）（第三次）成立，車站地址變為兵庫縣朝來郡和田山町竹田字中町西側。
- 1963年（昭和38年）3月1日 - 結束貨物起卸業務。
- 1973年（昭和48年）4月1日 - 成為無人車站。
- 1987年（昭和62年）4月1日 - 伴隨國鐵分割民營化，車站由西日本旅客鐵道（JR西日本）營運。
- 2005年（平成17年）4月1日 - 隨著朝來市成立，車站地址變為現時地址。
- 2016年（平成28年）3月26日 - 濱風1號和4號全年開始停此站，成為特急停車站[2]。
- 2021年(令和3年）春天（預定） - 此站可使用IC卡「ICOCA」。

## 車站構造
車站是一座地面車站，設有2面2線的單式月台，可進行列車交會。曾經此站設有2面3線的月台，現時中央的1線已經停用，剩下2面2線。此站線路不是一線通過，而是Y字分支的配線，分成上下行線月台。
車站大樓啟用當時使用重型木瓦屋頂，現時繼續使用該屋頂。車站大樓位於寺前方向月台側，兩月台之間設有跨線橋連接。
此站是由福崎站管理的簡易委託車站。在早上和黃昏後沒有車站職員當值。在2021年春天，此站預計可以使用ICOCA等交通系IC卡。

### 月台
| 月台 | 路線   | 上下行 | 方向           |
| ---- | ------ | ------ | -------------- |
| 1    | 播但線 | 上行   | 寺前、姬路方向 |
| 2    | 播但線 | 下行   | 和田山方向     |

- 已撤走的中線沒有計算月台編號。

## 使用狀況
根據「兵庫縣統計書」，2016年（平成28年）度1日平均乘車人次為173人。
以下為近年1日平均乘車人次列表。
| 年度   | 1日平均 乘車人次 |
| ------ | ---------------- |
| 1999年 | 178              |
| 2000年 | 177              |
| 2001年 | 161              |
| 2002年 | 169              |
| 2003年 | 150              |
| 2004年 | 154              |
| 2005年 | 152              |
| 2006年 | 141              |
| 2007年 | 135              |
| 2008年 | 139              |
| 2009年 | 136              |
| 2010年 | 138              |
| 2011年 | 139              |
| 2012年 | 147              |
| 2013年 | 183              |
| 2014年 | 179              |
| 2015年 | 187              |
| 2016年 | 173              |

## 車站周邊
- 立雲峽（日语：立雲峡）
- 竹田城遺址
- 圓山川
- 國道312號（日语：国道312号）
- 但馬銀行（日语：但馬銀行）竹田分店
- 但馬信用金庫（日语：但馬信用金庫）竹田分店
- 俵米神社
- 金梨山
- 寺町通
- 惠比壽橋

## 巴士路線
全但巴士
- 山口、生野站後方、建屋
- 和田山站、八鹿站
- 和田山醫院
- 竹之內、白井
- 天空巴士（山城之鄉、竹田城址）

## 其他
曾經急行「但馬」部分班次停站，在該列車廢止後長久以來只有普通列車停站。隨著前往竹田城址的遊客增加，在2012年度起竹田站的乘客人次也增加。因此，在2013年4月27日至6月30日之間，逢星期六、日及假日，下行2班、上行1班特急「濱風」臨時停站，在上述列車臨時停站時，全但巴士周遊巴士「天空巴士」也開始運行。
在這個措施實行後大受好評。現時竹田城址開山時，即3月下旬至11月尾，特急「濱風」1、3、4、6號會臨時停車，「天空巴士」也提供服務。在2015年起，行走和田山至寺前站之間的觀光列車「天空之城 竹田城蹟號」開始運行，並停靠此站。在歷史一節中提及，在2016年春天的時間表修正中，「濱風」1、4號全年停此站，而「濱風」3、6號繼續實施臨時停車。

## 相鄰車站
西日本旅客鐵道（JR西日本）
 播但線
- 部分特急「濱風」停車站

■快速・■普通
青倉－竹田－和田山

## 注腳
1. 1 2 3 4 5 6 7 8 9  . 神戸新聞総合出版センター. 2011-12-15: 164. ISBN 9784343006028 （日语）.
2. ↑  平成28年春ダイヤ改正について （页面存档备份，存于）（日語） - 西日本旅客鐵道福知山分社新聞稿，2015年12月18日，2015年12月18日參閲。
3. ↑  兵庫県統計書 （页面存档备份，存于）（日語）
4. ↑  天空の城最寄り　竹田駅　土日祝に一部の特急停車へ （页面存档备份，存于） - 神戶新聞 2013年3月5日
5. ↑  天空の城「竹田城跡」観光に便利なアクセス、播但線竹田駅に、特急「はまかぜ」の一部を臨時停車いたします。竹田駅からは「天空バス」を運行（予定）します。 （页面存档备份，存于）（日語） - 西日本旅客鐵道新聞稿 2013年3月15日
6. ↑  【竹田城跡アクセス】JR特急「はまかぜ」号、観光列車「天空の城　竹田城跡号」、「天空バス」の運行について （页面存档备份，存于）（日語） - 朝來市官方網站
7. ↑  城崎・出石エリアのスポット情報 竹田城址 （页面存档备份，存于）（日語） - JR出行網

## 外部連結
- 竹田｜車站資訊：JR出門網 - 西日本旅客鐵道（日語）